# Малозагорівська сільська рада
Малозаго́рівська сільська́ ра́да — адміністративно-територіальна одиниця та орган місцевого самоврядування в Борзнянському районі Чернігівської області. Адміністративний центр — село Мала Загорівка.

## Загальні відомості
- Територія ради: 40,55 км²
- Населення ради: 756 осіб (станом на 2001 рік)

Малозагорівська сільська рада зареєстрована 1918 року. Стала однією з 26-ти сільських рад Борзнянського району і одна з 16-ти, яка складається більше, ніж з одного населеного пункту.

## Населені пункти
Сільській раді підпорядковані населені пункти:
- с. Мала Загорівка (628 осіб)
- с. Вольниця (71 особа)
- с. Червоне Озеро (57 осіб)

## Освіта
На території сільради діє Малозагорівська ЗОШ І-ІІ ст.

## Склад ради
Рада складалася з 12 депутатів та голови.
- Голова ради: Осипенко Ніна Миколаївна
- Секретар ради: Шостак Олена Костянтинівна

### Керівний склад попередніх скликань
| Прізвище, ім'я, по батькові | Основні відомості                                                         | Дата обрання | Дата звільнення |
| --------------------------- | ------------------------------------------------------------------------- | ------------ | --------------- |
| Осипенко Ніна Миколаївна    | Сільський голова, 1966 року народження, освіта вища, позапартійна         | 26.03.2006   | 31.10.2010      |
| Осипенко Ніна Миколаївна    | Сільський голова, 1966 року народження, освіта вища, член Партії регіонів | 31.10.2010   |                 |

Примітка: таблиця складена за даними сайту Верховної Ради України

### Депутати
За результатами місцевих виборів 2010 року депутатами ради стали:

#### За суб'єктами висування
| Суб'єкт висування                                       | Кількість обраних депутатів | %    |
| ------------------------------------------------------- | --------------------------- | ---- |
| Народна партія                                          | 4                           | 33,3 |
| Партія регіонів                                         | 4                           | 33,3 |
| Політична партія Всеукраїнське об'єднання «Батьківщина» | 3                           | 25   |
| Політична партія «Сильна Україна»                       | 1                           | 8,3  |

#### За округами
| № округу                                                | Прізвище, ім'я, по батькові   | Дата визнання обраним | Освіта             | Партійна приналежність                        | Відомості про обраного депутата                              |
| ------------------------------------------------------- | ----------------------------- | --------------------- | ------------------ | --------------------------------------------- | ------------------------------------------------------------ |
| Народна Партія                                          |                               |                       |                    |                                               |                                                              |
| 1                                                       | Байбарак Ольга Сергіївна      | 03.11.2010            | вища               | член Народної партії                          | Малозагорівська загальноосвітня школа І-ІІ ст., вчитель      |
| 3                                                       | Шостак Олена Костянтинівна    | 03.11.2010            | середня спеціальна | позапартійна                                  | Малозагорівська сільська рада, спеціаліст землевпорядник     |
| 6                                                       | Шешеня Людмила Федорівна      | 03.11.2010            | середня спеціальна | позапартійна                                  | Малозагорівська сільська рада, касир, зав СБК                |
| 10                                                      | Кузьменко Валентина Петрівна  | 03.11.2010            | середня спеціальна | член Народної партії                          | Малозагорівська сільська рада, секретар                      |
| Партія регіонів                                         |                               |                       |                    |                                               |                                                              |
| 2                                                       | Байбарак Василь Михайлович    | 03.11.2010            | середня            | член Партії регіонів                          | тимчасово не працює                                          |
| 5                                                       | Кот Валентина Григорівна      | 03.11.2010            | середня            | член Партії регіонів                          | пенсіонер                                                    |
| 7                                                       | Грищенко Любов Василівна      | 03.11.2010            | середня            | член Партії регіонів                          | пенсіонер                                                    |
| 11                                                      | Коваленко Ольга Володимирівна | 03.11.2010            | середня спеціальна | член Партії регіонів                          | пенсіонер                                                    |
| Політична партія Всеукраїнське об'єднання «Батьківщина» |                               |                       |                    |                                               |                                                              |
| 8                                                       | Брязкало Оксана Леонідівна    | 03.11.2010            | середня спеціальна | член Всеукраїнського об'єднання «Батьківщина» | відділення зв'язку, листоноша                                |
| 9                                                       | Яненко Сергій Миколайович     | 03.11.2010            | середня            | член Всеукраїнського об'єднання «Батьківщина» | фермерське господарство « Мрія-С», оператор машинного доїння |
| 12                                                      | Арендар Ольга Іванівна        | 03.11.2010            | середня            | член Всеукраїнського об'єднання «Батьківщина» | відділення зв'язку, листоноша                                |
| Політична партія «Сильна Україна»                       |                               |                       |                    |                                               |                                                              |
| 4                                                       | Бундя Світлана Василівна      | 03.11.2010            | середня            | член Політичної партії «Сильна Україна»       | Ніжинський молокозавод, приймальник                          |